# Loya Jirga
La Loya Jirga (Grande assemblée ou Grande réunion en français) est un terme pachtoune qui désigne une assemblée convoquée afin de prendre les grandes décisions concernant le peuple afghan et depuis 2004 aux réunions de l'Assemblée nationale.

## Histoire: principales Loya Jirga
| Année | Motifs |
| ----- | --- |
| 1747  | Création de l'État afghan, désignation d'un Padishah Ahmed Khan Abdali.                                                            |
| 1793  | Désignation du Chah Zaman comme successeur de Timour Shâh                                                                          |
| 1841  | Déclaration de guerre contre le Royaume-Uni. C'est la première guerre anglo-afghane.                                               |
| 1880  | Déclaration de guerre contre le Royaume-Uni à la suite de son occupation de l'Afghanistan. C'est la deuxième guerre anglo-afghane. |
| 1916  | L'Afghanistan se déclare neutre durant la Première Guerre mondiale.                                                                |
| 1924  | Adoption de la Constitution d'Amanullah.                                                                                           |
| 1929  | Désignation de Nadir Khan comme roi.                                                                                               |
| 1931  | Adoption de la Constitution de 1931.                                                                                               |
| 1964  | Adoption de la Constitution de 1964.                                                                                               |
| 1977  | Désignation de Mohammed Daoud Khan comme premier président de la République et adoption de la Constitution de 1977.                |
| 1987  | Désignation de Najibullah comme président de la République et adoption de la Constitution de 1987                                  |
| 1990  | Révision de la Constitution |
| 2002  | Hamid Karzai est désigné chef du pouvoir exécutif intérimaire pour deux ans.                                                       |
| 2004  | Adoption de la Constitution de la République islamique                                                                             |

## Composition
À l'origine, ses membres étaient uniquement les chefs de tribu. Mais depuis, plusieurs personnes publiques ont pu l'intégrer comme des membres d'Organisations non gouvernementales (ONG).
Au 31 mars 2002, la Loya Jirga compte 1 551 membres, dont 160 sièges réservés spécialement aux femmes.

## Prise de décision
Les décisions prises par la Loya Jirga le sont par consensus, il n'y a pas véritablement de vote qui soit réalisé.